# 경서중학교 (대구)
경서중학교(慶西中學校)는 대한민국 대구광역시 달성군 옥포읍 교항리에 있는 공립 중학교이다.

## 학교 연혁
- 1968년 11월 3일 : 경서중학교 설립 기성회 발족
- 1969년 10월 14일 : 달성중학교 경서중학교 분교 인가(6학급)
- 1971년 2월 9일 : 초대 이응린 교장 취임
- 1973년 1월 20일 : 제1회 졸업식 거행
- 2003년 9월 1일 : 후관 교실 증축
- 2007년 9월 7일 : 다목적 우레탄 경기장 준공
- 2008년 9월 24일 : 꿈빛도서관 개관식
- 2018년 3월 2일 : 2018학년도 자유학년제 및 연계학기 연구학교 운영
- 2022년 1월 28일 : 제50회 졸업식 거행(110명) 총 졸업생수(6,183명)
- 2022년 3월 1일 : 제22대 전병석 교장 취임
- 2022년 3월 2일 : 제53회 입학식(6학급 남 75명, 여 61명)

## 참고 자료
- 경서중학교 - 한국교육학술정보원 학교알리미